# Willem Herreyns
Willem Jacob Herreyns (Antwerpen, 10 juni 1743 - aldaar, 10 augustus 1827) was een Zuid-Nederlands kunstschilder. Als zodanig was hij een der laatste kunstschilders in de traditie van de barok en werd als laatste volgeling van Pieter Paul Rubens beschouwd.

## Levensloop
Willem Herreyns was een telg uit een familie van kunstenaars. Zijn vader, Jacob III Herreyns, was schilder en decorateur. Zijn oom Guillaume was beeldhouwer. Van hen kreeg hij zijn eerste scholing, waarna hij verder studeerde aan de Academie te Antwerpen. Balthasar Beschey was daar een van zijn leermeesters. In 1764 studeerde hij er af en een jaar later werd hij directeur van de Academie. In 1771 ging hij te Mechelen wonen en in 1772 richtte hij daar de Mechelse Academie op.
In 1797 redde hij 328 schilderijen uit de op last van de Fransen gesloten kerken en kloosters. Vele van deze schilderijen werden immers ontvreemd. Hij bewerkte de teruggave van Rubens' doeken Onze-Lieve-Vrouw met de papegaai en De Madonna omringd door heiligen. In 1810 kreeg hij toestemming van Napoleon om een museum in te richten in het voormalige Minderbroedersklooster te Antwerpen. In 1815 werden hieraan nog 38 van de 63 weggevoerde schilderijen toegevoegd.
Tot zijn leerlingen behoren Gustave Wappers (1803 - 1874) en Antoine-Joseph Wiertz (1806 - 1865) en François Bossuet (1798-1889).
Veel van de ontwerptekeningen van Willem Herreyns kwamen terecht in de particuliere verzameling van Charles Van Herck.

## Galerij

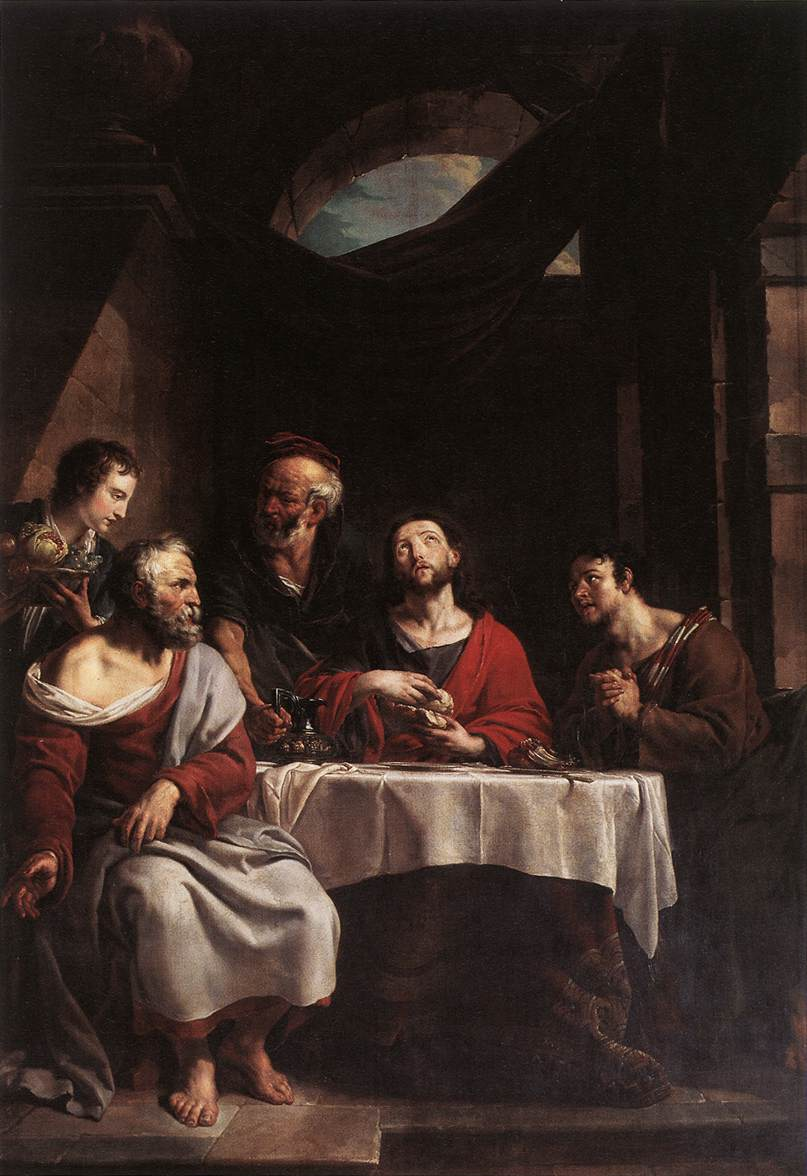
Christus bij de discipelen van Emmaüs in de Onze-Lieve-Vrouwekathedraal
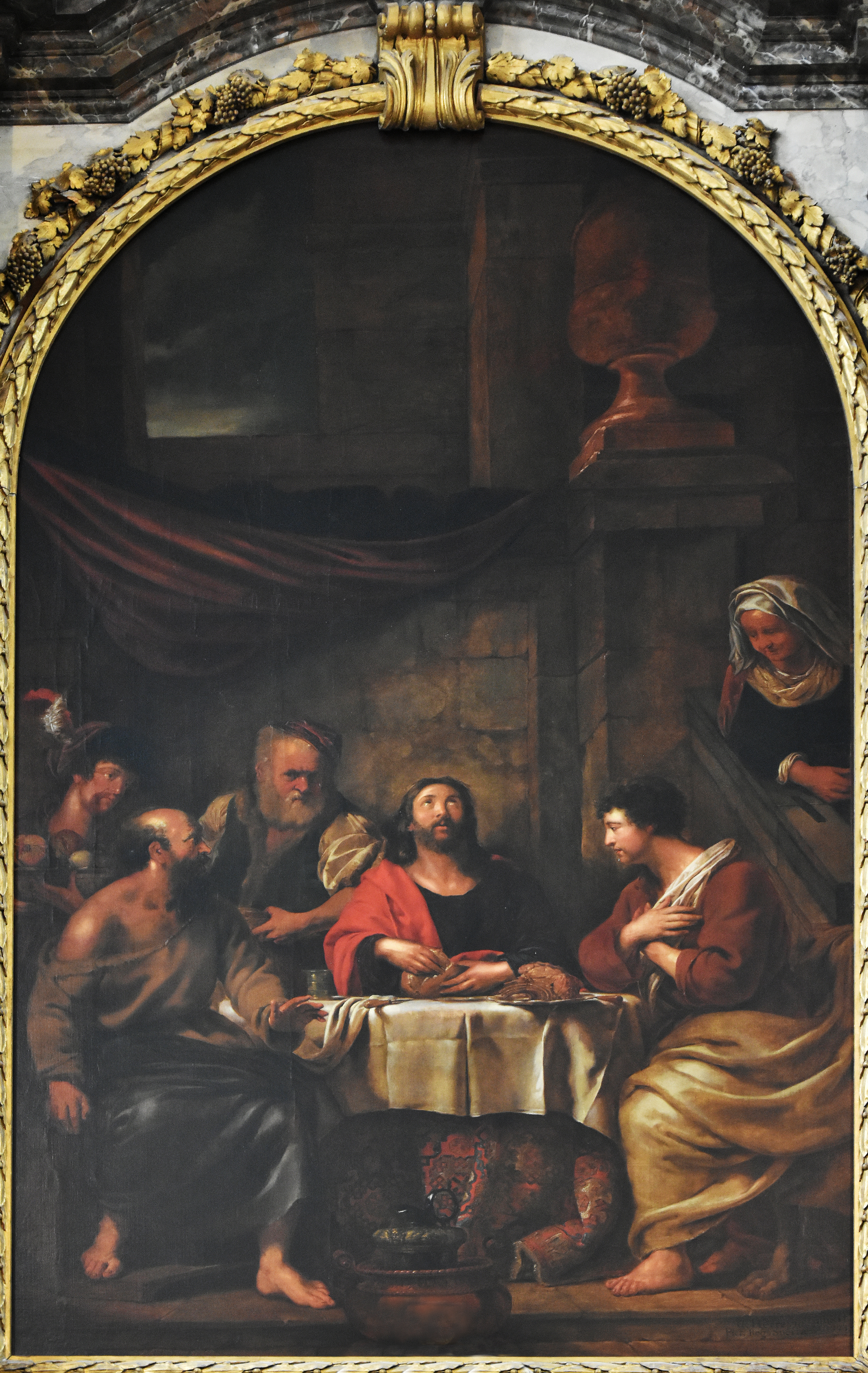
Christus bij de discipelen van Emmaüs in de Sint-Janskerk (Mechelen)
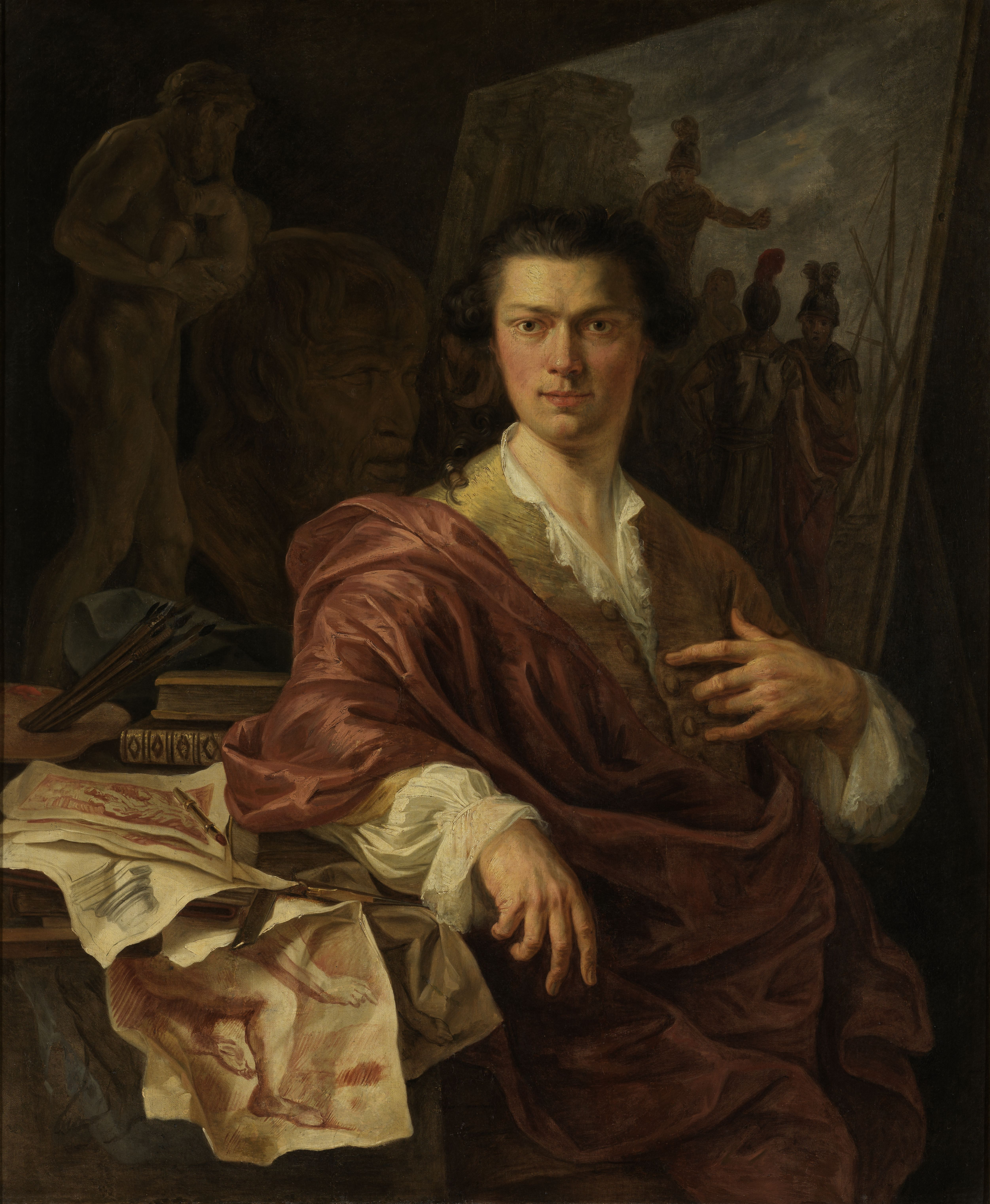
Portret van A.C. Lens
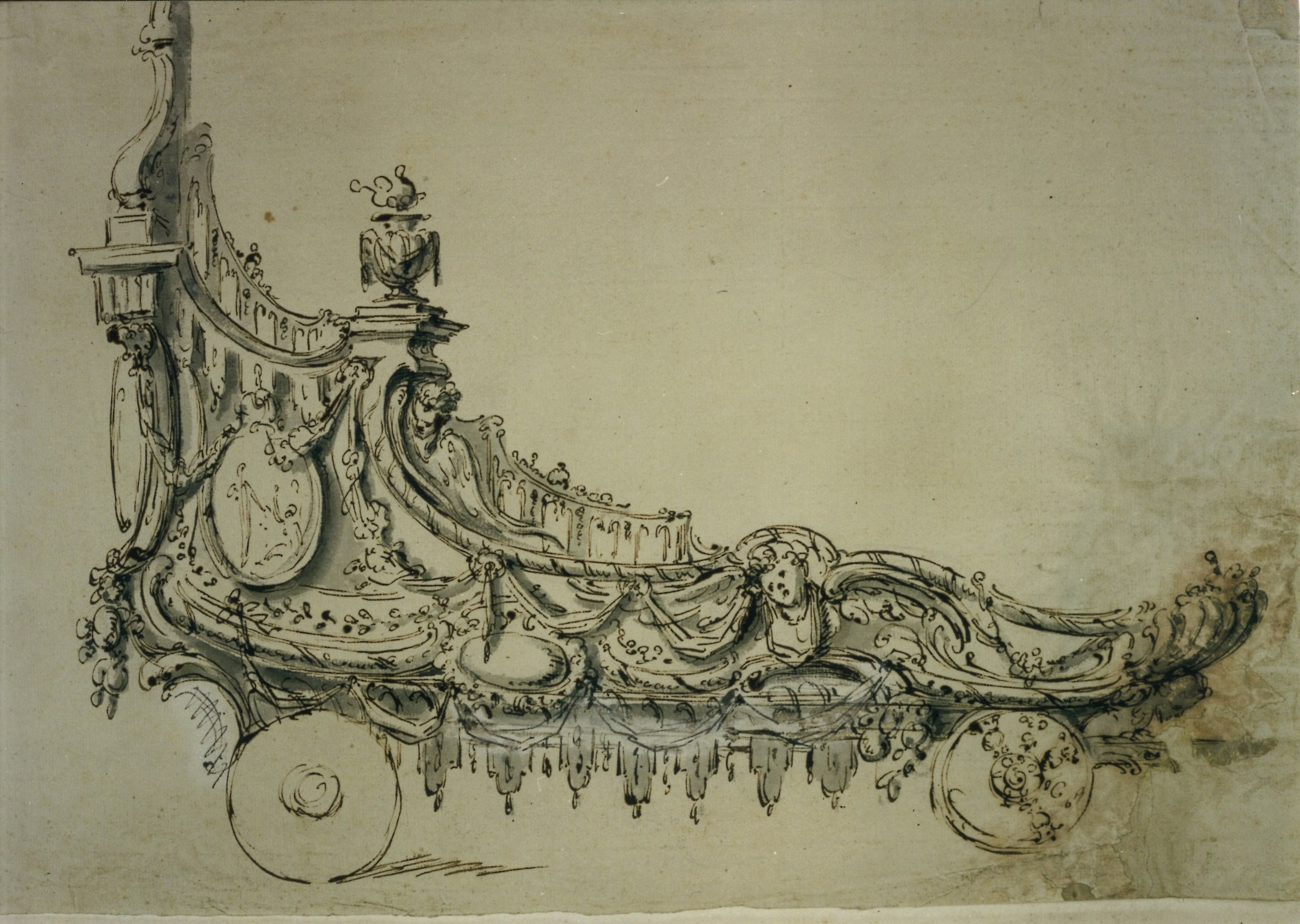

## Werken
Tot Herreyns werken behoren onder meer een Portret van A.C. Lens (na 1770), Godfried Hermans de abt van Tongerlo (1793), en Johannes de Doper in de woestijn (1813). Werk van hem bevindt zich onder meer in de Sint-Jan Baptist en Evangelist kerk te Mechelen en in het Koninklijk Museum voor Schone Kunsten te Antwerpen.
- Biografisch Portaal: 64364165
- Digitale Bibliotheek voor de Nederlandse Letteren: herr017
- Gemeinsame Normdatei: 117520500
- International Standard Name Identifier: 0000 0000 6674 5591
- Library of Congress Control Number: nr2004010073
- RKD-Nederlands Instituut voor Kunstgeschiedenis: 37908
- Système universitaire de documentation: 243684355
- Union List of Artist Names: 500047996
- Virtual International Authority File: 3250652
- WorldCat: E39PBJq6Wr4b9b6Yx6Q8JpqG73